# Xã Aurora, Quận Brookings, South Dakota
Xã Aurora (tiếng Anh: Aurora Township) là một xã thuộc quận Brookings, tiểu bang Nam Dakota, Hoa Kỳ. Năm 2010, dân số của xã này là 294 người.